# Chiesa di Santa Maria Annunziata (Borgo Valbelluna)
La chiesa arcipretale di Santa Maria Annunziata è la parrocchiale di Mel, frazione-capoluogo del comune sparso di Borgo Valbelluna, in provincia di Belluno e in diocesi di Vittorio Veneto; fa parte della forania Zumellese.

## Storia
Si sa che Mel era sede di un'importante pieve già dalla fine del V secolo. Tra le sue filiali possiamo ricordare Pellegai e Cave, oltre a varie cappelle esterne. L'antica pieve era la chiesa dell'Addolorata, ancor oggi esistente, anche se ridotta a dimensioni inferiori rispetto a quelle originarie.
Nel XVIII secolo il campanile crollò a causa d'un incendio e non fu mai più riedificato.
I lavori di costruzione dell'attuale parrocchiale iniziarono il 14 ottobre 1768 e terminarono con la consacrazione della stessa, impartita il 5 settembre 1773 dal vescovo di Ceneda Giannagostino Gradenigo.